# Amsacta marginalis
Amsacta marginalis là một loài bướm đêm thuộc phân họ Arctiinae, họ Erebidae.